# أحمد بن ذكية
أحمد بن ميمون ثقية هو أمير المدرار على سجلماسة، وهو ابن ميمون بن تقية.
وخلف أخوه واسول الفتح بن ميمون الأمير بن مدرار عندما توفي حوالي شباط أو آذار 913م .
في عام 921م قدم القائد مسلة بن حبوس (وهو الحاكم الفاطمي لتيارت) إلى سجلماسة التي حاصرها (في أيار) واحتلها (في حزيران). ووضع على العرش أميرًا مواليًا للفاطميين اسمه محمد بن سرو المعتز، وهو ابن عم أحمد.